# ダットサン
ダットサン（Datsun）は、日産自動車のブランドである。
- 1986年まで日本国内外で使用していたブランド。
- 2013年から2023年まで新興国向けに展開していたブランド。

本項目ではその両方について詳説する。

## 概要

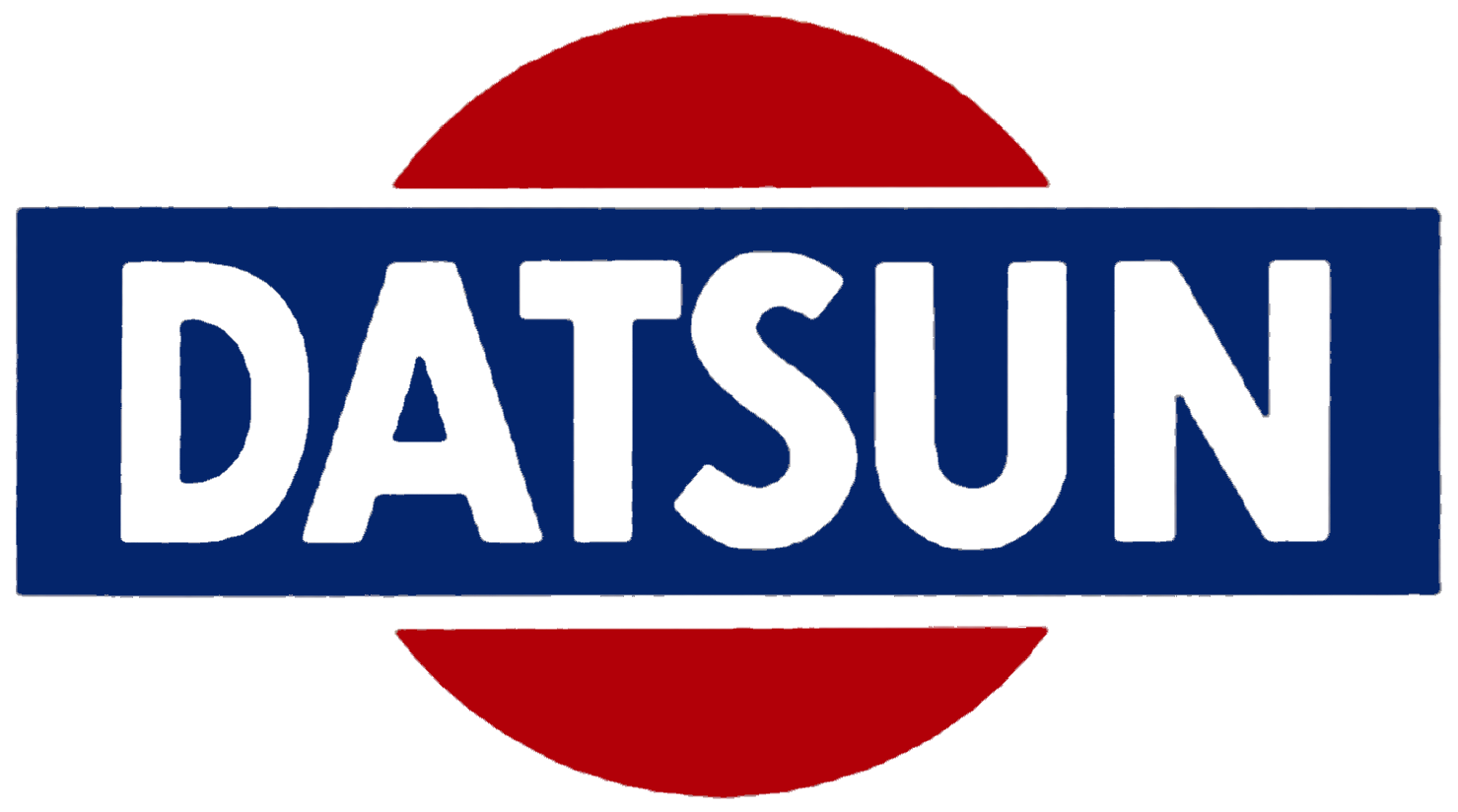
旧ロゴマーク

ダットサンの由来は日産自動車の源流である、橋本増治郎が設立した快進社までさかのぼる。1914年（大正3年）に完成した乗用車には、支援者であった田健治郎、青山禄郎、竹内明太郎のそれぞれの頭文字であるD、A、Tと、逃げるウサギのように非常に速いことのたとえである「脱兎（だっと）のごとく」にかけて、脱兎号（DAT CAR）と名づけられた。
1916年（大正5年）にはダット41型が誕生するが、乗用車の製造は苦戦を強いられ、軍用保護自動車（トラック）の製造へ移行する。1924年（大正13年）にはダット41型3/4トントラックが軍用保護自動車検定に合格したが、1925年（大正14年）に快進社を解散し、ダット自動車商会となった。
一方、1919年（大正8年）に久保田権四郎らによって設立し、ゴルハム号やリラー号といった乗用車を製造していた実用自動車製造も同じく苦境に立たされていた。この実用自動車製造には、のちに戸畑鋳物（現・プロテリアル）の鮎川義介に招聘されるウィリアム・ゴーハムが当初技師長として就任しており、その助手に就いていたのが久保田鉄工所（現・クボタ）出身の後藤敬義だった。
1926年（大正15年）にダット自動車商会と実用自動車製造が合併し、ダット自動車製造が設立した。ダット自動車製造は、軍用保護自動車を製造する傍ら、1929年（昭和4年）頃から後藤敬義技師を中心に小型乗用車の試作を開始。1930年（昭和5年）に試作車が完成し、車名を「DATの息子」の意味のDATSON（ダットソン）とした。DATの定義は、Durable（耐久性がある）、Attractive（魅力的な）、Trustworthy（信頼できる）、に改められた。
ダットソン号は量産化を念頭に開発されており、戸畑鋳物および日本産業の鮎川義介は1931年（昭和6年）にダット自動車製造を戸畑鋳物傘下に収める。1932年（昭和7年）には、DATSONの“SON”が日本語の“損”に聞こえ縁起が悪いということから、英語で同音のSUN（太陽）に変え、DATSUN（ダットサン）と改称した（命名はダットサン商会の吉崎良造）。
ところが、軍用保護自動車の製造メーカーが統合されることとなり、1933年（昭和8年）にダット自動車製造は石川島自動車製造所（現在のIHIから独立、後のいすゞ自動車｡）と合併して自動車工業となった。鮎川はダットサンの商標および旧ダット自動車製造大阪工場を手に入れ、戸畑鋳物自動車部として存続。続けて戸畑鋳物と日本産業の共同出資で設立した自動車製造へ戸畑鋳物自動車部を吸収。1934年（昭和9年）に横浜工場を開設し、自動車製造から日産自動車へ社名を変更した。
「ダットサン」はブランドと同時にトレードマーク（商標）でもあり、車名（車検証等に記載）にも使われた。市場によっても使い分けがあり、たとえば日本では「サニー」のペットネームで販売された乗用車も米国市場では「ダットサン」ブランドが付されていた。
その米国市場ではメーカー名の「NISSAN」よりも何倍もの認知があったにもかかわらず、1981年（昭和56年）に当時社長の石原俊の方針により、「DATSUN」ブランドが順次廃止されることとなった。海外市場での日産ブランドへの統一以降は、日本市場において日産車の「車名」として唯一存在していたダットサントラック（D22型）が2002年（平成14年）の排出ガス規制で日本国内向け販売を終了したため、「DATSUN」の名称が一時期途絶えていた。
ダットサンブランドとして販売される車種の型式（かたしき）としては、数字部分の十の位が「1」の乗用車（例：B110型系サニーや510型系ブルーバードなど）と、「2」の商用車（例：320型系ダットサントラックやB120型系サニートラックなど）が相当する。2.0 L以上の排気量設定があった初代フェアレディZは例外で、中型乗用車用の「3」（S30型系）が与えられている。
2012年（平成24年）3月20日、当時日産自動車CEOのカルロス・ゴーンによって新興市場向けの低価格ブランドとしてダットサンの復活が発表され、併せて新しいロゴも公開された。2014年（平成26年）からGOを手始めとしてインドネシア、インド、ロシアで製造・販売を開始した。また、パキスタンでは、2020年初頭からダットサンブランドのピックアップトラックの生産販売を行う予定だった。その後販売が低迷し、2022年4月にはダットサンブランドの展開を順次終了することが報道され、2023年6月を以ってダットサンブランドの使用を終了。ダットサン号から91年、ダットソン号から92年、脱兎号から109年の歴史に幕を下す事となった。
インド・インドネシアで2020年から発売されている日産・マグナイトは、当初はダットサンブランドで発売する予定だったが、発売前になってブランドを終息させることになったため、開発の最終段階で日産ブランドに移行している（フロントグリルの形状にダットサンブランド車として開発された名残が見られる）。

## 沿革
- 1924年（大正13年） - 株式会社快進社、ダット3/4トントラックを軍用保護自動車として生産。
- 1925年（大正14年） - 株式会社快進社を解散し、合資会社ダット自動車商会設立。
- 1926年（大正15年） - 合資会社ダット自動車商会と実用自動車製造株式会社が合併し、ダット自動車製造株式会社（本社：大阪）設立。
- 1931年（昭和6年） - 鮎川義介がダット自動車製造を戸畑鋳物株式会社の傘下に収める。
- 1932年（昭和7年） - 吉崎良造がダットサン商会を設立。
- 1933年（昭和8年）3月 - ダット自動車製造株式会社と株式会社石川島自動車製作所が合併し、自動車工業株式会社設立。戸畑鋳物株式会社に自動車部を創設。鮎川義介が自動車工業株式会社に対し、ダットサンの製造に関する一切の権利を譲渡するよう嘆願し、無償[注釈 4]でダットサンの製造権を譲り受ける。また、旧ダット自動車製造大阪工場を70万円で購入し、製造権と図面と技術者を得て、自動車製造が開始される。
- 1933年（昭和8年）12月 - 戸畑鋳物と日本産業の共同出資により自動車製造株式会社を設立し、戸畑鋳物自動車部を吸収。
- 1934年（昭和9年） - 自動車製造株式会社が日産自動車株式会社と改名。アジア、中南米などに向けて「ダットサン」の輸出を開始する。
- 1981年（昭和56年） - 輸出ブランド名を「NISSAN」に統一する方針を発表。以後、新型車から「NISSAN」ブランドに変更する。これにより1986年（昭和61年）に「DATSUN」ブランドが一旦消滅。
- 2012年（平成24年）3月 - 新興国向けに「DATSUN」ブランドを復活させる方針を発表。
- 2013年（平成25年） - 7月にインドで「ダットサン・GO」、9月にインドネシアで「ダットサン・GO+」をそれぞれ発表。
- 2014年（平成26年）2月 - ニューデリーオートエクスポに「redi-GO」コンセプトを出展[7]。
- 2016年（平成28年）4月 - インド向けの新商品として「redi-GO」を公開[8]。
- 2022年（令和4年）4月 - 「DATSUN」ブランドを廃止する方針を発表。
- 2023年（令和5年）6月 - 「DATSUN」ブランドが消滅。

## 備考

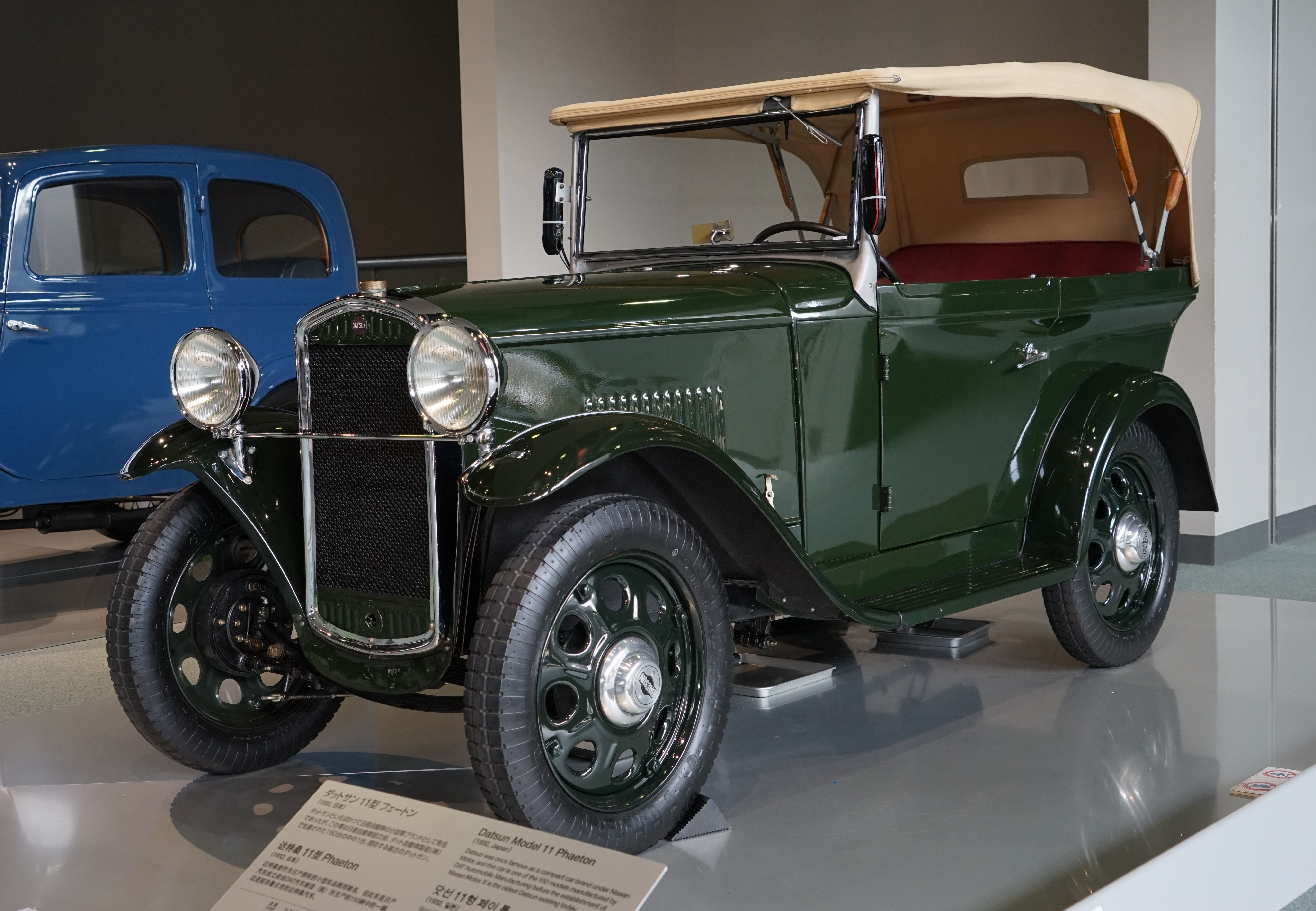
ダットサン11型。日産に吸収される直前のダット自動車製造で生産された150台の内の1台

- 日産自動車が協賛していた映画『若大将シリーズ』（加山雄三主演）の第11作「ゴー!ゴー!若大将」（1967年、東宝）で、青大将（田中邦衛）がマドンナの澄子（星由里子）にブランド名の由来を説明する場面がある。
- 「DATSUN」の読みについて、米国では「ダットサン」と発音する人はほとんどおらず、「ダッツン」または「ダツン」などと呼ばれていると報道される[9]。しかし、北米でのダットサンの販路を築いたMr.Kこと片山豊は、「僕は販売に際してダッツンなんて言わせなかったし、実際にアメリカ人の発音を聞いてみると、ちゃんとダットサンって発音しているんです。ダッツンって聞こえたのは日本人だけじゃないのかな」と米国人がダツンおよびダッツンと発音していたことを否定している[10]。
- 「ダットサン」のエンブレムは、吉崎良造と田中常三郎がシボレーのものにヒントを得て、赤の日の丸と太陽をベースに天空をモチーフとしたコバルトブルーを入れ、真ん中に白で横一文字で「DATSUN」と書いた。これは近年ほぼ統一された、丸の前に横長長方形があってそこにNISSANと書かれている日産のエンブレムの原型である（赤丸と青い長方形の組み合わせも2001年まで残っていた）。
- 第2世代（2013年 - 2023年）のロゴマークについては、過去のダットサンが持っていた信頼性や力強さなどのDNAをモダンに表現したものであり、メインカラーは「信頼性」を示す青を採用した[11]。

## 車種一覧

### 日本国外専売車種

#### インド
- ダットサン・GO
- ダットサン・GO+
- ダットサン・redi-GO

#### 南アフリカ
- ダットサン・GO
- ダットサン・GO+
- ダットサン・PANEL VAN
- ダットサン・GO REMIX

#### インドネシア・ネパール
- ダットサン・GO
- ダットサン・GO+
- ダットサン・CROSS

#### スリランカ
- ダットサン・redi-GO

#### ロシア・ベラルーシ・カザフスタン ・レバノン
- ダットサン・on-DO
- ダットサン・mi-DO

## 旧ダットサン時代の販売車種

### ダットサンブランドで販売された車種一覧
- ダットサン11型（1932年）
- ダットサン14型（1935年）
  - ダットサン・ロードスター
  - ダットサン・フェートン
  - ダットサン・クーペ
  - ダットサン・セダン
- ダットサン・110/210
- ダットサン・スリフト

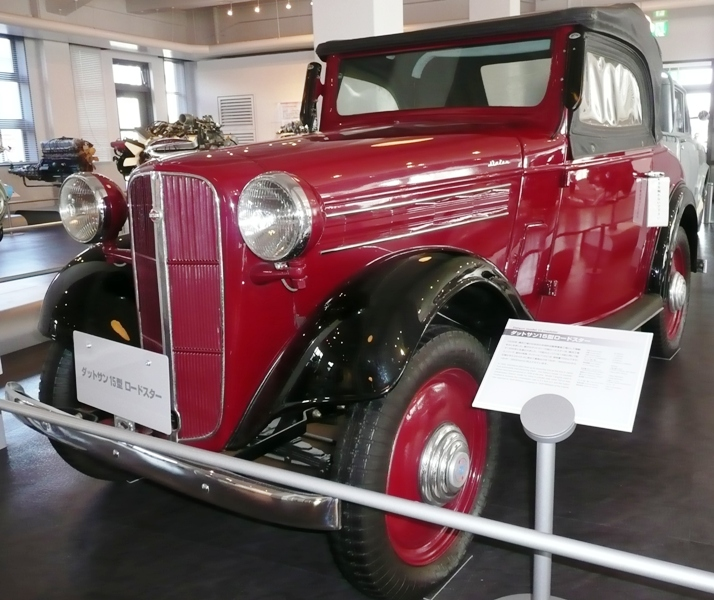
ダットサン15型ロードスター

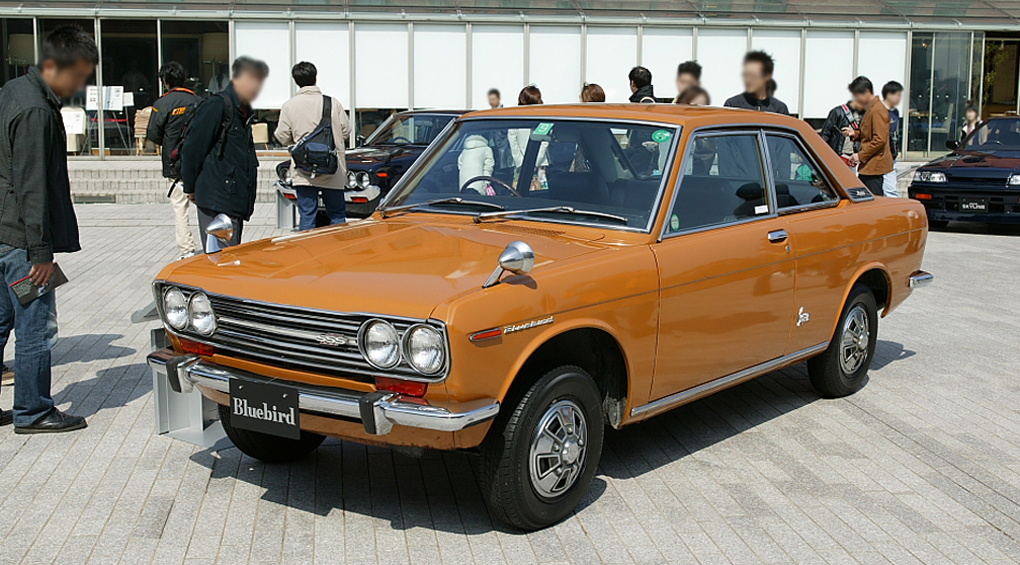
510ブルーバード/Datsun 510

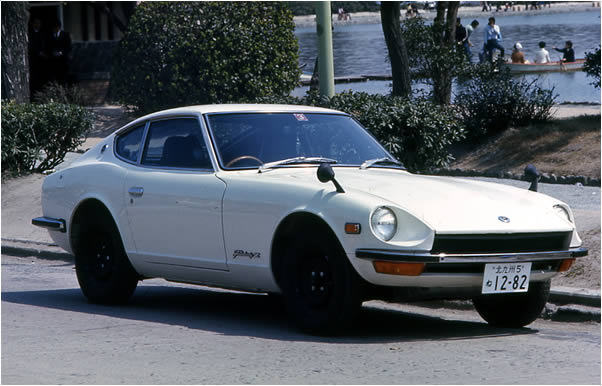
S30フェアレディZ/Datsun 240Z

- ダットサン・サニー - B310型まで。B11型から海外輸出を含めて日産名義に変更。
- ダットサン・160J/New 510（日本名：バイオレット）
- ダットサン・ブルーバード - 910型まで。U11型から海外輸出を含めて日産名義に変更。
- ダットサン・スポーツ
- ダットサン・フェアレディ
- ダットサン・240Z/260Z/280Z/280ZX（日本名：フェアレディZ） - S130型まで。Z31型から日産名義に変更。
- ダットサン・200SX（日本名：シルビアまたはガゼール）　-　S110型まで。S12型から日産名義に変更。
- ダットサン・240K（日本名：スカイライン）- R30型まで。R31以降はSKYLINEへ。
- ダットサン・180L/200L/240L/280L（日本名：ローレル） - C230型まで。C31型からダットサン・ローレルに変更。
- ダットサン・200C/220C/240C/260C/280C/300C（日本名：セドリック） - 430まで。Y30以後はCEDRICへ移行。
- ダットサンサニートラック - B120型まで。以後、ニッサン・サニートラック。
- ダットサントラック（通称：「ダットラ」）
- ダットサン・サニーキャブ - C20型まで。以降はバネットに改称。
- ダットサン・キャブライト/ダットサン・キャブスター - A320型まで。以後はニッサン・アトラス。

### 日産ブランドで日産車の車名として販売された車種一覧
- ダットサンバネット/ダットサンバネット ラルゴ - C120型まで。
- ダットサンADバン